# Kostel svatého Bartoloměje (Popovičky)
Kostel svatého Bartoloměje je barokní kostel v Popovičkách. Od 3.5.1958 je chráněn jako kulturní památka.
Kostel pochází z roku 1332. V době husitských válek zanikla fara v Popovičkách a obec přešla do držení nejvyššího purkrabství. V roce 1695 přešly pod duchovní správu Františkánů z kostela Panny Marie Sněžné v Praze. Až v roce 1722 začal v Popovičkách opět fungovat samostatný farář. V letech 1731 – 1736 proběhla přestavba a zvětšení kostela na popud faráře Jana Antonína Horníka, další oprava pak proběhla roku 1759 pod záštitou majitelky obce Marie Terezie Savojské. Báň kostela pochází z roku 1884. Ve 20. století zde býval varhaníkem hudební skladatel Josef Hotový. Další rekonstrukce kostela proběhla v roce 2018.
Oltář se sochami Petra a Pavla a kazatelna pocházejí z první poloviny 18. století, dva boční oltáře pak z r. 1854.
Kostel je obklopen dnes již nepoužívaným hřbitovem.
Bohoslužby v kostele probíhají 2., 3., 4. a 5. sobotu v měsíci s nedělní platností.